# Hohenthurn
Hohenthurn (tiếng Slovenia Straja vas) là một đô thị thuộc huyện Villach-Land trong bang Kärnten trong nước Áo. Đô thị Hohenthurn có diện tích 27,16 km², dân số thời điểm năm 2001 là 857 người.